# Tata LPTA 713 TC
Tata LPTA 713 TC — індійський армійський вантажний автомобіль з кабіною безкапотного компонування і колісною формулою 4х4.

## Історія

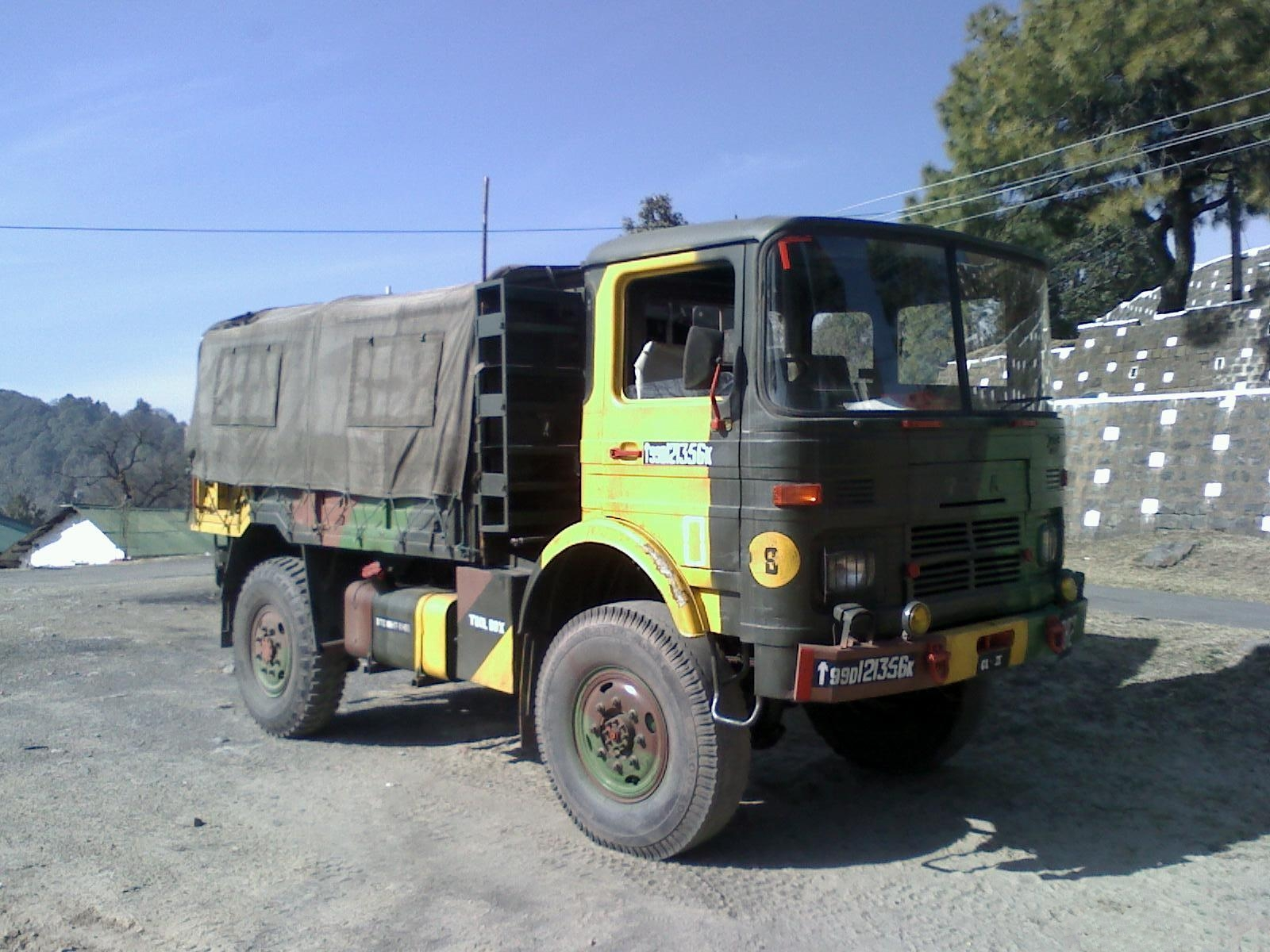
Tata 713 зі старою кабіною по ліцензії Mercedes-Benz LP

Серійне виробництво почалось в 1999 році. Тільки в індійську армію поставлено більш 15 000 одиниць.

## Конструкція
Ця військова вантажівка може перевозити 2 500 кг вантажів, вага порожнього авто складає 5 150 кг. Стандартна версія LPTA 713 TC використовується як для перевезення вантажів так і особового складу. Автомобіль може буксирувати причепи з максимальною вагою 5 000 кг.
В кабіні разом з водієм є одне місце для пасажира. Встановлено дизельний двигун Tata Cummins 6BT об'ємом 5,88 л потужністю 125 к.с. при 2500 об/хв крутним моментом 500 Нм при 1500 об/хв. Цей двигун з 1993 року виготовляється по ліцензії Cummins Engine. Коробка передач 5-швидкісна. Передній міст відключається.

## Модифікації
- польова медична машина. В кунгзі встановлено 4 носилки для поранених. Виготовлено 400 од.

- LPTA 715 — резервуар для перевезення 2000 л. води. Для індійської армії виготовлено 600 од.

- легкоброньована версія. Може перевозити 9-12 пасажирів. Забезпечує захист від куль калібру 7,62 мм.

## Експлуатанти
- Індія
- Афганістан
- Непал
- Південна Африка
- Шрі-Ланка